# Кочетков, Николай Георгиевич
Николай Георгиевич Кочетков (12 августа 1927 года — 14 июля 2002 года) — шахтёр Кузбасса, Герой Социалистического Труда (1965).

## Биография
Родился 12 августа 1927 года в деревне Ольшанка (ныне — Аркадакского района Саратовской области). Трудовую деятельность начал в 1946 году учётчиком тракторов в колхозе «12 лет Октября».
В 1947 году по оргнабору переехал в Прокопьевск, где после окончания школы ФЗО 22 года отработал слесарем и проходчиком на шахте «3—3 бис». С 1957 года бригадир проходчиков. Под его руководством в апреле 1964 года за 31 рабочий день бригада прошла 1172 метра двухпутевого основного штрека сечением 15,3 м² с использованием трёх погрузочных машин и электровоза. В отдельные дни скорость проходки достигала 40—50 метров.
С 1969 по 1974 год работал директором шахты «Манеиха», а с 1974 по 1985 год — директором шахты имени Калинина.
В 1965 году присвоено звание Герой Социалистического Труда с вручением ордена Ленина и золотой медали «Серп и Молот». Также был награждён орденом Октябрьской революции (1971) и орденом Трудового Красного Знамени (1987). Получил звание «Почётный шахтёр». Кавалер трёх степеней знака «Шахтерская слава». Награждён медалью «За особый вклад в развитие Кузбасса» I степени.
С июня 1978 года председатель областного комитета народного контроля. Избирался делегатом XXII, XXIII, XXIV, XXV, XXVI съездов КПСС. Дважды избирался кандидатом в члены ЦК КПСС, депутатом Верховного Совета РСФСР, неоднократно избирался депутатом областного Совета трудящихся.
С 1985 году по решению Кемеровского облисполкома работал председателем областного комитета народного контроля.
В Кемерове на доме по адресу ул. Красная, 4 ему установлена мемориальная доска.